# Ponte de Rodas
A Ponte de Rodas sobre o rio Homem liga a freguesia de Caldelas, Sequeiros e Paranhos, do município de Amares, à freguesia de Ponte (São Vicente), do município de Vila Verde, no distrito de Braga, em Portugal.
A Ponte de Rodas encontra-se classificada como Monumento Nacional desde 1910.

## História
Foi erguida na Idade Média, integrando a estrada que, à época, ligava Braga a Ponte da Barca, e ligando os concelhos de Amares e Vila Verde.

## Características
O tabuleiro, que se estende ao longo de 34 metros, tem 2,63 m de largura, e é protegido lateralmente por guardas de granito, assenta sobre três arcos plenos, sendo o central de maiores dimensões (13,14 de abertura por 13,80 de altura, daí o nome de ponte de Rodas). Os contrafortes que se erguem entre eles são reforçados por quebra-rios, de secção triangular a montante e rectangular a jusante.
Numa das entradas da ponte "(...) do lado da margem direita, podem ver-se umas 'alminhas' (arte popular)."